# Escritura española en el siglo XVI

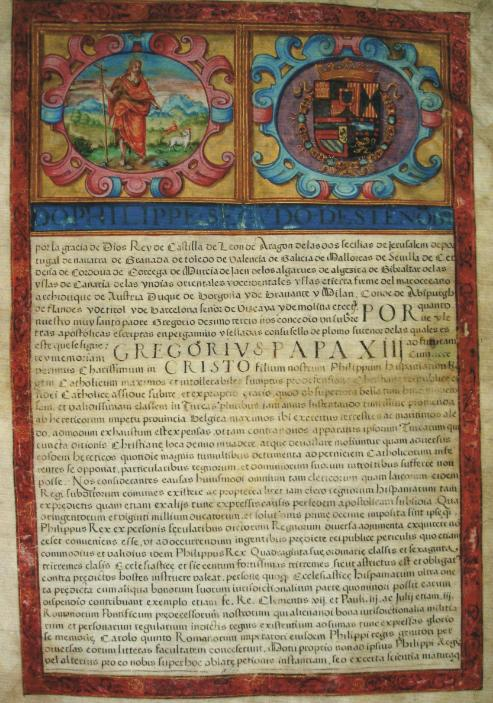
Carta de Felipe II de 1583

En el siglo XVI d. C., se usaron en España para los documentos tres clases de letra:
- cortesana.
- itálica.
- procesal.

Si bien predominaba sobre todas, la última.
El abuso que los escribanos venían haciendo de la letra procesal desde el último tercio del siglo anterior, con el fin de hacer más rápido y de más valor su trabajo, ocasionó dos disposiciones que en el año 1503 tuvo que adoptar la Reina Católica.
Se contiene la primera en la Carta de arancel de los escribanos de concejo, fechada en Alcalá de Henares a 3 de marzo de 1503, y se reduce a disponer que los escribanos de los concejos extendiesen sus escrituras poniendo treinta y cinco renglones en cada plana y quince palabras en cada renglón, disposición que se hizo extensiva a los escribanos del reino por el arancel y ordenanza de 7 de junio del mismo año, en los cuales se manda: 

que se pague á diez maravedís cada hoja de pliego entero escrito fielmente de buena letra cortesana y apretada e no procesada, de manera que las planas sean llenas no dejando grandes márgenes, e que en cada plana haya á lo menos treinta e cinco renglones e quinze partes en cada renglón y que si la escritura fuese de más ó menos líneas ó palabras, que se computaran proporcionalmente á este precio.

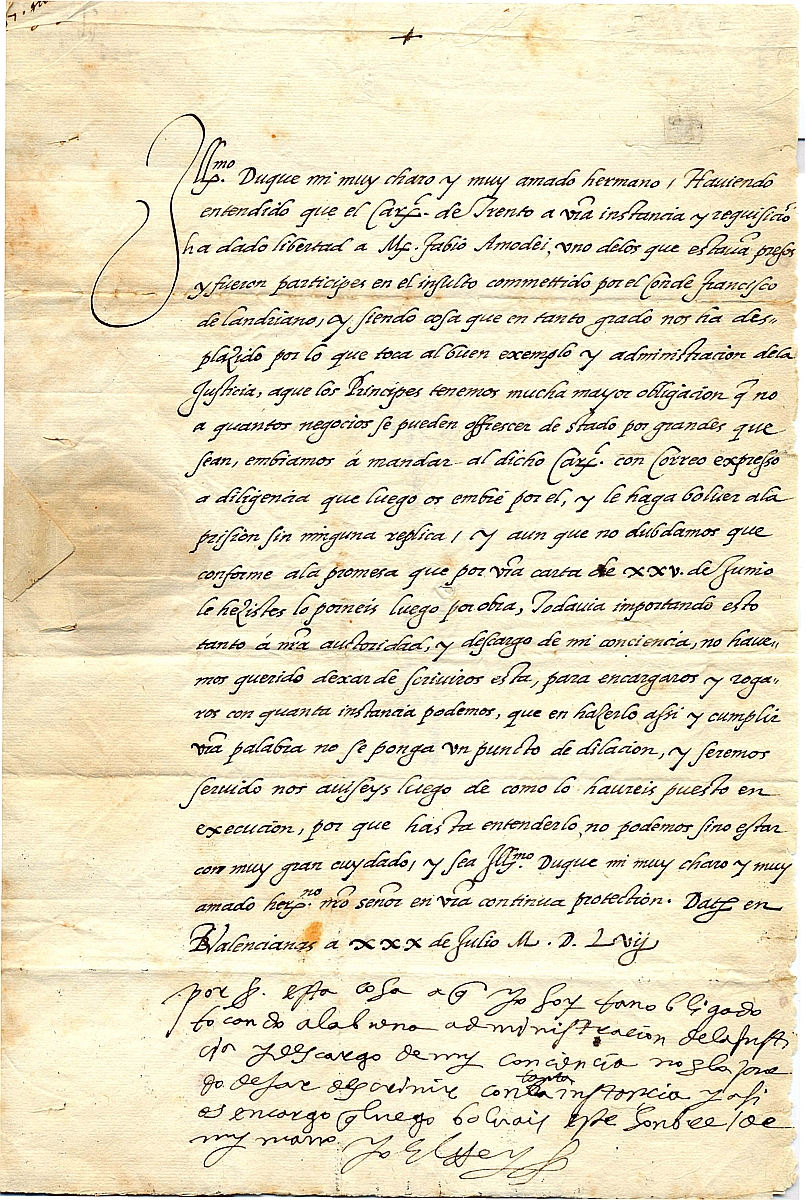
Carta de Felipe II de 1557

A pesar de estas disposiciones, la escritura procesal siguió usándose por los escribanos con preferencia a la cortesana y empeorando progresivamente hasta el extremo de que no solo ofrece hoy dificultades para su interpretación sino que en su tiempo era ya casi ilegible y de ello se quejaban continuamente sus contemporáneos. Muchos escritores del siglo XVI d. C. se lamentan de la corrupción a que había llegado la escritura y entre ellos, especialmente Luis Vives en sus Diálogos y Santa Teresa de Jesús en sus Cartas.
A principios del siglo siguiente, aún continuaba el abuso y se hacían necesarias contra él las protestas de nuestros escritores. Así vemos que Cervantes pone en boca de Don Quijote, cuando estando en Sierra Morena entregó a Sancho una carta para Dulcinea el encargo de que la diese a copiar, pero no a escribano para que no fuese en aquella letra procesada que no la entenderá Satanás.
La separación irregular de las palabras, el continuo ligado de la escritura, la poca fijeza en materia de abreviaturas, la confusión que resultaba de la imperfecta figura de las letras, algunas de las cuales, como la b, c, e, l y s presentaban con frecuencia la misma figura y la profusión de rasgueos inútiles, son caracteres que hacen de la escritura procesal del siglo XVI d. C. una de las de más difícil interpretación.
Esta letra procesal no llegó en el reino de Aragón a la decadencia que alcanzó en el Castilla y aún no fue allí de uso constante en los instrumentos públicos sino que alternó con la letra bastarda (o itálica), de mayor uso que en este reino, por las relaciones no interrumpidas que sostenían con Italia las principales poblaciones de la Corona de Aragón.
Esta misma letra bastarda alcanzó mayor éxito en Castilla que en el siglo anterior, especialmente en los últimos años del siglo XVI d. C., en los cuales habían hecho bastantes prosélitos los trabajos de los calígrafos Iziar, Madariaga, Lucas y Cuesta. Su uso, sin embargo, se limitó a las cartas misivas, a los libros manuscritos y a los documentos de índole puramente privada.
Los documentos procedentes de la secretaría de los reyes y de las cancillerías se acomodaron en general, en cuanto a su letra a las prescripciones de Doña Isabel I. Casi todos ellos están escritos de letra cortesana que, lejos de desmerecer de la del siglo anterior, es aún más clara por hallarse combinados sus elementos con algunos de los peculiares de la escritura bastarda.

## Reforma de la escritura española
El desenvolvimiento de la reforma caligráfica se inició en el siglo XV d. C. y había de llegar a producir en el XVIII, al terminar el período paleográfico, la letra española que con escasas modificaciones usamos.
La decadencia a que había llegado la escritura a principios del siglo XVI d. C. motivó los reiterados esfuerzos que en toda Europa se hicieron para mejorarla.
Las primeras obras que se publicaron con este fin, fueron el Modo y regla de escribir letra cursiva, por Luis Henricis, y el Tesoro de escritores, del mismo autor, dados a luz en Roma en los años 1522 y 1523. A estas obras siguieron el Arte rara de escribir varios géneros de letra, de Giovanni Antonio Tagliente (Venecia, 1539), y la obra dada a luz en 1540 por Giovanni Battista Palatino, bajo el título de Libro para enseñar toda especie de letra antigua y moderna de cualquier nación, con sus reglas y ejemplos. 
En España, destacaron los siguientes autores: 
- el primer tratadista de caligrafía fue Juan de Yciar, natural de Durango, quien en 1547 escribió un libro titulado Arte sutilísima por la cual se enseña a escribir perfectamente tomando como base para su trabajo las obras de Henricis, Tagliente y Palatino, especialmente la de este último. Enseñó Iziar en su tratado varios caracteres de letra: 
  - el cancilleresco, parecido a nuestra minúscula de imprenta y que no era más que la letra de juros regularizada
  - la letra castellana formada, semejante a la itálica
  - la letra de provisión real que era mixta de la itálica y cortesana. Puede decirse que Juan de Iziar fue quien dio forma a nuestra bastarda española.
- En 1565 publicó en Valencia Pedro Madariaga, discípulo de Iziar, una obra titulada Honra de escribanos: arte de escribir bien presto, ortografía de la pluma, cuyo trabajo, aún a pesar de dar a la escritura de Iziar cierta angulosidad que la quita elegancia, es digno de aprecio por haberla reducido sistemáticamente a reglas.
- En 1571 publicó en Madrid Francisco Lucas, sevillano, un Arte de escribir, en cuya obra modificó los caracteres de la escritura enseñada por Iziar redondeando los trazos de la bastarda y dándola el carácter que aún conserva en nuestra escritura moderna. Los trabajos de Francisco de Lucas obtuvieron aceptación general propagándose el género de escritura por él creado aún a pesar de lo arraigado que estaba el uso de la procesal a la cual sobrevivió.
- El maestro Juan de la Cuesta (calígrafo) publicó en Alcalá, en 1589, una obra que lleva por título Libro y tratado para enseñar á leer y escribir brevemente y en 1599 el maestro Ignacio Pérez dio a luz su Arte de escribir con cierta industria é invención para hacer buena forma de letra, en cuyas obras facilitaron considerablemente la enseñanza de la escritura bastarda, tal como la había enseñado Francisco Lucas.